# Haltepunkt Halle Zoo

Der Haltepunkt Halle Zoo liegt im Stadtteil Landrain im Süden der Stadt Halle (Saale). Er besitzt einen Bahnsteig an der S-Bahn-Strecke Halle Steintorbf–Halle-Trotha. Unweit des Haltepunktes liegt der Zoo Halle.

## Geschichte
Der Haltepunkt wurde im Zuge der Einrichtung der S-Bahn Halle errichtet. Dazu wurde entlang der Strecke nach Halberstadt wieder ein zweites Gleis errichtet, welche seit dem Ende des Zweiten Weltkrieges nur noch eingleisig war. 1969 wurde der Haltepunkt gemeinsam mit der S-Bahn in Betrieb genommen. Heute liegt der Haltepunkt im Netz der S-Bahn Mitteldeutschland und wird sowohl von S-Bahn-Zügen der DB Regio als auch durch Regionalzügen von Start bedient.

## Anlagen
Der Haltepunkt besitzt ein Bahnsteiggleis an der S-Bahn-Strecke zwischen dem Hauptbahnhof und dem Bahnhof Trotha. Über eine Rampe ist der Haltepunkt niveau- und barrierefrei zu erreichen. Angeschlossen ist der Haltepunkt durch zwei Unterführungen an die Straßen Unterer Galgenbergweg im Stadtteil Landrain und die Fleischmannstraße im Stadtteil Giebichenstein.
An der parallel verlaufenden Bahnstrecke Halle–Vienenburg liegt kein Bahnsteig.

## Verkehrsanbindung

### Regional- und S-Bahn-Verkehr
| Linie                    | Linienverlauf | Takt (min)                                  | EVU             |
| ------------------------ | --- | ------------------------------------------- | --------------- |
| S 47                     | Halle-Trotha – Halle Zoo – Halle                                                                                               | 060                                         | DB Regio Südost |
| RE 4                     | Halle – Halle-Zoo – Könnern – Halberstadt – Wernigerode – Vienenburg – Goslar                                                  | einzelne Züge                               | Start           |
| RB 47                    | Halle – Halle Zoo – Halle-Trotha – Könnern – Baalberge – Bernburg – Calbe Ost – Magdeburg (Sa–So nur Halle–Calbe alle 120 min) | 060 (Halle–Könnern) 120 (Könnern–Magdeburg) | Start           |
| Stand: 15. Dezember 2024 | |                                             |                 |

### Nahverkehr
Unweit des Tunnelausganges an der Fleischmannstraße befindet sich die Haltestelle Kurallee der Straßenbahnlinien 3, 12 und 95. Daneben befindet sich die gleichnamige Straßenbahnhaltestelle der Halleschen Verkehrs-AG.